# Robin Burns
Robin Arthur Burns, född 27 augusti 1946, är en kanadensisk före detta professionell ishockeyforward som tillbringade fem säsonger i den nordamerikanska ishockeyligan National Hockey League (NHL), där han spelade för ishockeyorganisationerna Pittsburgh Penguins och Kansas City Scouts. Han producerade 69 poäng (31 mål och 38 assists) samt drog på sig 139 utvisningsminuter på 190 grundspelsmatcher. Burns spelade också på lägre nivåer för Voyageurs de Montréal och Hershey Bears i American Hockey League (AHL), Houston Apollos och Amarillo Wranglers i Central Professional Hockey League (CPHL)/Central Hockey League (CHL) och Canadien junior de Montréal i Ontario Hockey Association (OHA).
Han blev aldrig draftad.
Han var kusin till Pat Burns som var tränare och verksam i NHL mellan 1988 och 2005, där han vann Stanley Cup med New Jersey Devils samt blev utsedd till NHL:s bästa tränare tre gånger, den enda som har gjort den bedriften.

## Statistik
| 1963–1964       | Montréal N.D.G. Monarchs    | LHMJ            | 44  | 13 | 16 | 29  | 50  | 18 | 3  | 5 | 8  | 27 |
| 1964–1965       | Canadien junior de Montréal | OHA             | 39  | 1  | 5  | 6   | 66  | 7  | 2  | 1 | 3  | 8  |
| 1965–1966       | Canadien junior de Montréal | OHA             | 42  | 6  | 2  | 8   | 97  | 10 | 0  | 4 | 4  | 20 |
| 1966–1967       | Canadien junior de Montréal | OHA             | 46  | 11 | 12 | 23  | 99  | 4  | 1  | 2 | 3  | 6  |
| 1967–1968       | Houston Apollos             | CPHL            | 65  | 21 | 25 | 46  | 41  | —  | —  | — | —  | —  |
| 1968–1969       | Houston Apollos             | CHL             | 61  | 12 | 18 | 30  | 63  | 3  | 0  | 0 | 0  | 0  |
| 1969–1970       | Voyageurs de Montréal       | AHL             | 62  | 13 | 7  | 20  | 33  | 8  | 0  | 1 | 1  | 0  |
| 1970–1971       | Pittsburgh Penguins         | NHL             | 10  | 0  | 3  | 3   | 4   | —  | —  | — | —  | —  |
|                 | Amarillo Wranglers          | CHL             | 46  | 16 | 24 | 40  | 49  | —  | —  | — | —  | —  |
| 1971–1972       | Pittsburgh Penguins         | NHL             | 5   | 0  | 0  | 0   | 8   | —  | —  | — | —  | —  |
|                 | Hershey Bears               | AHL             | 65  | 18 | 15 | 33  | 58  | 4  | 1  | 1 | 2  | 10 |
| 1972–1973       | Pittsburgh Penguins         | NHL             | 26  | 0  | 2  | 2   | 20  | —  | —  | — | —  | —  |
|                 | Hershey Bears               | AHL             | 39  | 22 | 25 | 47  | 51  | —  | —  | — | —  | —  |
| 1973–1974       | Hershey Bears               | AHL             | 74  | 31 | 35 | 66  | 77  | 14 | 10 | 4 | 14 | 6  |
| 1974–1975       | Kansas City Scouts          | NHL             | 71  | 18 | 15 | 33  | 70  | —  | —  | — | —  | —  |
| 1975–1976       | Kansas City Scouts          | NHL             | 78  | 13 | 18 | 31  | 37  | —  | —  | — | —  | —  |
| NHL totalt      | NHL totalt                  | NHL totalt      | 190 | 31 | 38 | 69  | 139 | —  | —  | — | —  | —  |
| AHL totalt      | AHL totalt                  | AHL totalt      | 240 | 84 | 82 | 166 | 219 | 26 | 11 | 6 | 17 | 16 |
| CPHL/CHL totalt | CPHL/CHL totalt             | CPHL/CHL totalt | 172 | 49 | 67 | 116 | 153 | 3  | 0  | 0 | 0  | 0  |
| OHA totalt      | OHA totalt                  | OHA totalt      | 127 | 18 | 19 | 37  | 262 | 21 | 3  | 7 | 10 | 34 |